# Procyrnea
Procyrnea ist eine Gattung der Rollschwänze mit 46 Arten. Sie sind Parasiten bei Vögeln.

## Merkmale
Procyrnea hat die Merkmale der Habronematidae. Ein medianer Zahn ist vorhanden. Die Mundhöhle hat stark sklerotisierte Wände. Die Zähne auf den Pseudolippen sind gering entwickelt, die seitlichen entspringen nahe des Vorderrands der Pseudolippen. Die submedianen Lippenlappen sind einfach gebaut. Die Deiriden liegen vor dem Nervenring. Die Vulva ist in der Körpermitte lokalisiert. Der Schwanz der Männchen ist typisch für die Rollschwänze, ist aber oft verdreht, so dass eine Asymmetrie entsteht.

## Systematik
Zur Gattung gehören folgende Arten:
- Procyrnea ameerae Ali, 1961
- Procyrnea anterovulvata Magalhaes Pinto, Vicente & Noronha, 1996
- Procyrnea brevicaudata Zhang, Brooks & Causey, 2004
- Procyrnea choique Bagnato, Frixone, Digiana & Cremonte, 2018
- Procyrnea colaptes Walton, 1923
- Procyrnea imbricata Maplestone, 1930
- Procyrnea kea Clark, 1978
- Procyrnea leptoptera Rudolphi, 1819
- Procyrnea longialatus Cid del Prado, Maggenti & van Riper, 1985
- Procyrnea mansioni Seurat, 1914
- Procyrnea mawsonae Zhang, Brooks & Causey, 2004
- Procyrnea mclennanae Zhang, Brooks & Causey, 2004
- Procyrnea monoptera Gendre, 1922
- Procyrnea pileata Walton, 1928
- Procyrnea seurati Skrjabin, 1917
- Procyrnea spinosa Gendre, 1922
- Procyrnea strialata (Zhang, 1991)
- Procyrnea zorillae Seurat, 1919

Synonyme sind Aviabronema Ali, 1961, Draschearia Skrjabin, Sobolev & Ivaschkin, 1965 und  Ruschiella Teixeira de Freitas, 1967.